# Phyllamphicteis foliata
Phyllamphicteis foliata är en ringmaskart som först beskrevs av William Aitcheson Haswell 1883.  Phyllamphicteis foliata ingår i släktet Phyllamphicteis och familjen Ampharetidae. Inga underarter finns listade i Catalogue of Life.